# Димачево-Нове
Димачево-Нове (пол. Dymaczewo Nowe, нім. Neusee) — село в Польщі, у гміні Мосіна Познанського повіту Великопольського воєводства.
Населення — 295 осіб (2011).
У 1975-1998 роках село належало до Познанського воєводства.

## Демографія
Демографічна структура станом на 31 березня 2011 року:
|          | Загалом | Допрацездатний вік | Працездатний вік | Постпрацездатний вік |
| -------- | ------- | ------------------ | ---------------- | -------------------- |
| Чоловіки | 148     | 24                 | 112              | 12                   |
| Жінки    | 147     | 27                 | 95               | 25                   |
| Разом    | 295     | 51                 | 207              | 37                   |